# 매들린 브루어
매들린 브루어(Madeline Brewer, 1992년 5월 1일 ~ )는 미국의 배우이다.

## 출연 작품
- 캡티브 스테이트 - 룰라 역
- 허슬러 - 던 역
- 오렌지 이즈 더 뉴 블랙 - 트리샤 밀러 역